# Éric Soubelet
 (août 2025).
Si vous disposez d'ouvrages ou d'articles de référence ou si vous connaissez des sites web de qualité traitant du thème abordé ici, merci de compléter l'article en donnant les références utiles à sa vérifiabilité et en les liant à la section « Notes et références ».
Pour les articles homonymes, voir Soubelet.
Éric Soubelet est un acteur français, né le 11 octobre 1963 à Valenciennes (Nord).

## Biographie
Éric Soubelet suit une formation à l'Entrée des Artistes, cours dirigé par Yves Pignot, où il rencontre Albert Dupontel. Il commence sa carrière au sein de compagnies de théâtre d'intervention, notamment le groupe Boal, et collabore avec Gilles Chavassieux au théâtre Les Ateliers de Lyon.
Au théâtre privé, il interprète notamment le rôle de Juste Leblanc dans la pièce La Dîner de cons.
À la télévision, il incarne le journaliste Georges Malbrunot dans le téléfilm Otages à Bagdad (2006). Il participe également à de nombreuses fictions télévisées et cinématographiques, parmi lesquelles Pars vite et reviens tard (2007), Belle et Sébastien (2013) ou encore Alice et le Maire (2019).
En parallèle, Soubelet pratique le sport à un haut niveau régional, avec un record personnel de 2 h 22 min au marathon et une participation au triathlon de l'Embrunman en 2002.

## Filmographie

### Cinéma

#### Longs métrages
- 2007 : Pars vite et reviens tard de Régis Wargnier : Inspecteur brigade Adamsberg
- 2008 : Sur ta joue ennemie de Jean-Xavier de Lestrade : Le vieux beau
- 2008 : Beauregard de Jean-Louis Lorenzi : Le médecin
- 2009 : Rapt de Lucas Belvaux : Ministre
- 2011 : Possessions d'Éric Guirado : Le client du garage
- 2011 : Forces spéciales de Stéphane Rybojad : Le patron de la DGSE
- 2013 : Belle et Sébastien de Nicolas Vanier : Fabien
- 2013 : À toute épreuve de Antoine Blossier : Le ministre
- 2014 : La Clef des champs de Bertrand van Effentere : Renac
- 2015 : Le voyage de Fanny de Lola Doillon : Passeur
- 2019 : Alice et le Maire de Nicolas Pariser : Le professeur
- 2019 : A terre de Arnaud Mizzon : Le banquier
- 2021 : La nuit mange le jour de Étienne Clotis et Kévin Payet : Le père de Thomas
- 2022 : De Grandes Espérances de Sylvain Desclous : L'examinateur principal
- 2023 : Monsieur le Maire de Karine Blanc et Michel Tavares : Le substitut du Procureur
- 2026 : L'affaire Bojarski de Jean-Paul Salomé

#### Courts métrages
- 2007 : All About Yvonne de Karine Arlot et Loïc Barrère : Jean-Pierre
- 2007 : Sit In de Frédéric Dubreuil : Le jeune financier
- 2009 : La Note du Père Noël de Christophe Tourrette : Franck Marcelin

### Télévision

#### Téléfilms
- 2006 : Otages à Bagdad de Jean-Luc Breitenstein : Georges Malbrunot
- 2007 : Autopsy de Jérôme Anger : Le proviseur
- 2007 : Sa raison d'être de Renaud Bertrand : L'agent immobilier
- 2007 : Répercussions de Caroline Huppert : Le député
- 2008 : Charlotte Corday de Henri Helman : Bizot
- 2009 : Hors du temps de Jean-Teddy Filippe : Le médecin
- 2009 : La Marquise des ombres d'Édouard Niermans : Le créancier
- 2010 : Le Désamour  de Daniel Janneau : Étienne
- 2010 : Un bébé pour mes 40 ans de Pierre Joassin : L'actionnaire
- 2010 : La République des enfants de Jacques Fansten: Edouard Dubreuil
- 2010 : Tout le monde descend ! de Renaud Bertrand : Victor de Salles
- 2011 : Une nouvelle vie de  Christophe Lamotte : Loïc
- 2011 : Les Petits Meurtres d'Agatha Christie de Éric Woreth : Balmont (saison 1)
- 2011 : Mon ami Pierrot de Orso Miret : François
- 2011 : Chien de guerre de Fabrice Cazeneuve : Le policier
- 2012 : Un crime oublié de Patrick Volson : Le Gendarme Chef
- 2012 : Frère et sœur de Denis Malleval : Le médecin
- 2012 : Les Mauvaises têtes de Pierre Isoard : J-P Berruchaud
- 2013 : Pourquoi personne me croit ? de Jacques Fansten : Maître Hubac
- 2013 : À corde tendue de Pierre Antoine Hirroz
- 2013 : Pas d'inquiétude de Thierry Binisti : L'agent immobilier
- 2018 : Tout contre elle de Gabriel Le Bomin : Jean-Pierre
- 2020 : Laval, le collaborateur de Laurent Heynemann: Le fondé de pouvoir
- 2025 : Petiot, un tueur sous l'occupation de Ségolène Chaplin : Docteur Marcel Petiot

#### Séries télévisées
- 2006-2009 : Déjà vu : Alain Casala (saisons 1-3)
- 2006 : Préjudices de Frédéric Berthe : Jacques Jarry (épisode Place réservée)
- 2006 : Rock'n Roll Attitude d'Alain Robillard : L'amant de Valy
- 2007 : Joséphine, ange gardien de Pascal Heylbroeck : Le père des 5 enfants (épisode Ticket gagnant)
- 2007 : Adresse inconnue de Rodolphe Tissot : Gardien perquisition (épisode Double Peine)
- 2008 : Le Sanglot des anges de Jacques Otmezguine : Le directeur de l'hôtel
- 2008 : Seconde Chance de Jérôme Navarro : Monsieur Lombard
- 2008 : La Louve de François Luciani (épisode Descente au 7e cercle)
- 2008 : Femmes de loi de Klaus Biedermann : Le médecin urgentiste (épisode Cœur de lion)
- 2009 : Joséphine, ange gardien de Philippe Monnier : Le gendarme (épisode Les Majorettes)
- 2009 : Nos années pension de Pierre-Yves Touzot : Le prof d'anglais (saison 4)
- 2009 : Strictement platonique de Stephan Kopecky : Gilles
- 2009 : Catch moi de Mehdi Ouahab : Le client brocante
- 2010 : Blast de Jean-Philippe Grédigui : Le préfet
- 2011 : Il était une fois... peut-être pas de Charles Nemes : Le représentant en artifices
- 2011 : Plus belle la vie : Jean-Loup Boyer (saison 8)
- 2012 : Dos au mur de Aurélien Poitrimoult : Pierre Sabouret
- 2012 : Code Lyoko Évolution de Lucio Di Rosa : Delmas
- 2013 : Chérif de Julien Zidi : Maître Martini
- 2015 : Accusé de Didier Bivel : Leguennec
- 2015 : Section 13 de Jérôme Gluzicki : Adjudant Treskine
- 2015 : Disparue de Charlotte Brändström : Commandant Maillard
- 2015 : Chérif de Julien Zidi : Maître Deleporte (saison 3)
- 2015 : Baron noir de Ziad Doueiri : Claude
- 2016 : Scènes de ménages : Marc (guest)
- 2016 : Joséphine, ange gardien de Stéphan Kopecky : Cherasse
- 2016-2017 : On va s'aimer un peu, beaucoup... de Julien Zidi : Le Procureur général (saisons 1-2)
- 2016 : Le Tueur du lac de Jérôme Cornuau : Le gardien (saison 2)
- 2017 : Chérif de Karim Ouaret : Avocat Gazzi (saison 4)
- 2017 : Chérif de Chris Briant : Maître Laroche (saison 5)
- 2018 : Les Chamois de Philippe Lefebvre : Gendarme
- 2019 : Astrid et Raphaëlle de Elsa Bennett et Hippolyte Dard : Max Ribaud
- 2020 : Luther de David Morley : Le ministre de l'intérieur
- 2022 : Les Invisibles de Chris Briant : Thomas Matthieu (saison 2)
- 2023 : Demain nous appartient : Le pilote d'avion
- 2024 : Les Mystères de l'amour : Agénor de Vauclerc
- 2024 : Phénix de Franck Brett : Le préfet

#### Documentaires
- 2011 : Paris, la ville à remonter le temps de Xavier Lefebvre et Alain Zenou : Isaac Pereire

## Théâtre
- 1990 : Et Bukowski, tu as lu Bukowski ?, Théâtre & Co (ex groupe A. Boal) : Charles B.
- 1991 : Strangers in the night, création au festival off d'Avignon Off : Bob Trader
- 1992 : La Sainte Europe d'Arthur Adamov, avec Victor Garrivier et Gilles Segal : Crépin le chauve
- 1993 : Bacchanales viennoises d'Arthur Schnitzler : Guido
- 1994 : La Nuit des Glières de Denis Chegaray : Tom Morel
- 1995 : Oscar de Claude Magnier, avec Philippe Clay : Oscar
- 1996 : La Mégère apprivoisée de William Shakespeare, avec Yolande Folliot et Michel Le Royer : Lucentio
- 1997 : Les Caprices de Marianne d'Alfred de Musset, avec Marie Adam et Bernard Lanneau : Malvolio
- 1998 : On efface tout, on ne recommence pas de Jean Botrot : Jean Botrot
- 1999 : La locandiera de Carlo Goldoni, avec Vannick Le Poulain : Valet
- 2000 : Le Cul entre deux siècles de Maurice Horgues, avec Michel Guidoni et Daniel Desmars : M. 19e
- 2000 : L'École de la magouille de Jacques Guarinos, avec Jacques Balutin : Philippe
- 2001 : Le Canard à l'orange de William Douglas-Home, avec Gérard Rinaldi : John Brownlow
- 2001 : Drôle de couple de Neil Simon, avec Bernard Menez : Speed
- 2002 : C'est encore mieux l'après-midi de Ray Cooney, avec Patrick Préjean : Monsieur Margelle
- 2003 : Coup de soleil de Marcel Mithois, avec Jean-François Poron : Jérôme
- 2004 : Un vrai bonheur de Didier Caron : François
- 2004 : La Puce à l'oreille de Georges Feydeau, avec Jean-Pierre Andréani et Perrette Pradier : Romain Tournel
- 2004 : Abel et Bela de Robert Pinget : Bela
- 2005 : Le Dîner de cons de Francis Veber, avec Pierre Douglas et Michel Bonnet : Juste Leblanc